# Stejari
Stejari é uma comuna romena localizada no distrito de Gorj, na região de Oltênia. A comuna possui uma área de 74.55 km² e sua população era de 3076 habitantes segundo o censo de 2007.